# Barrio INOS
Barrio INOS es uno de los sectores que conforman la ciudad de Cabimas en el estado Zulia (Venezuela). Pertenece a la parroquia Jorge Hernández.

## Etimología
Recibe su nombre del Instituto Nacional de Obras Sanitarias (INOS) antiguo ente nacional dedicado al servicio de agua potable y aguas residuales, la razón es la estación de bombeo de agua potable donde aún se llenan los camiones cisterna que llevan agua a diversos sectores de Cabimas.

## Ubicación
Se encuentra entre los sectores Jorge Hernández al norte, El Porvenir al este (prolongación calle Postes Negros), el Hipermercado Makro al sur, y R5 al oeste (Av Intercomunal).

## Zona residencial
El Barrio INOS cuenta con una sola calle de acceso, es el sitio donde se llenan los camiones cisterna que llevan agua a diversos sectores de Cabimas, en el también se encuentra un terreno propiedad del Club de Leones de Cabimas, donde actualmente se están construyendo viviendas, al lado de este terreno está el Hipermercado Makro.

## Transporte
Las líneas extraurbanas Punta Gorda y Cabimas - Lagunillas pasan por la Av Intercomunal.
Cabimas-El Lucero, al lado del Ambulatorio; La 32 y Corito y la ruta de Corito - Postes Negros (Inactiva)  son las rutas que más cerca llegan al Barrio Inos.

## Sitios de referencia
- Hipermercado Makro. Av Intercomunal frente a Weatherford.
- Estación de bombeo de hidrolago y bodega de la señora Francisca de Hospedales (Sra. Chica) y la Sra Rosalba Sánchez de Vilchez casi al lado del llenadero
- Centro Comercial Costa Mall